# João Lourenço (Radsportler)
João Cândido Lourenço (* 25. Februar 1917 in Silves; † 1. September 1998) war ein portugiesischer Radrennfahrer und nationaler Meister im Radsport.

## Sportliche Laufbahn
Lourenço war im Straßenradsport und Bahnradsport aktiv. Von 1939 bis 1950 war er als Berufsfahrer aktiv.
1942 siegte er in der nationalen Meisterschaft im Straßenrennen. In der Portugal-Rundfahrt gewann er in den Jahren von 1940 bis 1947 insgesamt 19 Etappen. Der 4. Platz 1940 war sein bestes Resultat in der Gesamtwertung. 1938 holte er einen Etappensieg bei Madrid–Lisboa, ebenso in der Marokko-Rundfahrt 1939, 1942 in der Katalonien-Rundfahrt, 1946 in der Vuelta a España. Die Vuelta a Mallorca gewann Lourenço 1942. 1947 wurde er Gesamtsieger der Marokko-Rundfahrt. Weitere Siege gelangen ihm 1940 bei Lisboa–Peniche–Lisboa, bei Lisboa–Caldas da Rainha–Lisboa und im Rennen 100 km Clássicos, 1941 im Circuito da Bairrada im Rennen 100 km Clássicos, 1942 im Gran Circuito del Comercio, 1945 im Circuito da Bairrada sowie in einer Reihe weiterer Eintagesrennen und Kriterien in Portugal. In der Vuelta a España 1946 kam er auf den 29. Rang, 1945 war er ausgeschieden.
Auf der Bahn gewann er 1942 den nationalen Titel im Sprint. 1943 und 1944 gewann er den Titel erneut.